# Colin Salmon
Colin Salmon (Londen, 6 december 1962) is een Engels acteur. Hij maakte in 1994 zijn filmdebuut als Towler in de Britse misdaadthriller Captives. Sindsdien had hij rollen in meer dan twintig films (meer dan dertig inclusief televisiefilms), waaronder die van Charles Robinson in de James Bondtitels Tomorrow Never Dies, The World Is Not Enough en Die Another Day.
Salmon speelt niet alleen in films, maar ook in televisieseries. Hij was alles bij elkaar in meer dan 75 afleveringen van verschillende reeksen te zien, waarvan zijn omvangrijkste rollen die in Shine on Harvey Moon, Keen Eddie en Hex waren. Eenmalige gastoptredens had hij in onder meer Between the Lines, Tales from the Crypt en Murder in Mind.
Salmon trouwde in 1988 met Fiona Hawthorne, met wie hij vier kinderen kreeg.

## Filmografie

### Film
*Exclusief tien televisiefilms
| - Nobody 2 (2025) - Expose (2009) - Exam (2009) - Blood: The Last Vampire (2009) - Punisher: War Zone (2008) - Clubbed (2008) - Credo (2008) - The Bank Job (2008) - 8.3 Minutes (2008) - Match Point (2005) - Naked in London (2005) - AVP: Alien vs. Predator (2004) | - Freeze Frame (2004) - The Statement (2003) - Die Another Day (2002) - Resident Evil (2002) - My Kingdom (2001) - Fanny and Elvis (1999) - The World Is Not Enough (1999) - The Wisdom of Crocodiles (1998) - Tomorrow Never Dies (1997) - All Men Are Mortal (1995) - Captives (1994) |

### Televisieseries
*Exclusief eenmalige gastrollen
- Limitless – Jarrod Sands (2015–2016, vijftien afleveringen)
- Arrow – Walter Steele (2012–2014, veertien afleveringen)
- Strike Back – James Middleton (2010, vier afleveringen)
- Law & Order: UK – Doug Greer (2009, twee afleveringen)
- The No. 1 Ladies' Detective Agency – Note Makoti (2008–2009, twee afleveringen)
- Doctor Who – Dr. Moon (2008, twee afleveringen)
- Party Animals – Stephen Templeton (2007, zes afleveringen)
- Bad Girls – Dr. Rowan Dunlop (2006, negen afleveringen)
- Hex – David Tyrel (2004–2005, veertien afleveringen)
- Sea of Souls – Peter Locke (2005, twee afleveringen)
- Keen Eddie – Supt. Nathanial Johnson (2003–2004, dertien afleveringen)
- Dinotopia – Oonu (2002, miniserie)
- Judge John Deed – Willy Radcliff (2001, twee afleveringen)
- Band of Gold – Raymond (1997, twee afleveringen)
- Silent Witness – Sebastian Bird (1996, twee afleveringen)
- Shine on Harvey Moon – Noah Hawksley (1995, twaalf afleveringen)